# Isernhagen
Isernhagen är en kommun i Region Hannover i förbundslandet Niedersachsen i Tyskland.
Kommunen Warmbüchen bildades 1 mars 1974 genom en sammanslagning av de tidigare kommunerna Altwarmbüchen, Kirchhorst och Neuwarmbüchen samt fyra kommuner med namnet Isernhagen. Kommuen fick sitt nuvarande namn 1 juni 1975.